# 13cm
13cm（じゅうさんせんち）は、大阪のゲーム会社株式会社ぐーぱんちのアダルトゲームブランドであるビジュアルアーツ傘下のブランドの1つで、姉妹ブランドに「130cm」、「13cc」、「otherwise」（既に解散）がある。

## 概要
本ブランドは、ビジュアルアーツ代表の馬場隆博の友人で、創業時からの社員だったUYE!によって「アーヴォリオ・ソフトウェア」という社名で立ち上げられた。
UYE!は五十音順で一番上に来る名前を付けたいと考える中で、ギリシャ語で明日を意味するアーヴォリオ（αύριο）という言葉を見つけて社名にしたとGalge.comとのインタビューの中で話している。その一方、アーヴォリオだけではインパクトが弱いことから、下半身に直結したアダルトゲームを作りたいという思いを込めて、日本人の成人男性の陰茎の長さの平均値からとった13cmというブランドを設立、13cmのロゴも勃起した陰茎をモチーフにした左上がりの矢印となっている。130cmについては、13cmからの派生であると共に「身長130cm」という意味も含ませている。13ccについては射精の量だとされているが、通常1回の射精で出る精液の量が13ccに及ぶことはないため、いわゆる「エロ重視」のブランドといえる。
初期は実験的なシステムやマニアックなシナリオが、現在は「抜きゲー」としての実用性が人気となっている。

## 作品一覧
姉妹ブランドのAypio（アーヴォリオ）及び130cm、13ccも記載する。otherwiseは記事を参照。
13cm
- 1996年1月26日 - 夢の精
- 1997年8月8日 - 48 〜図形の恋〜
- 1998年1月30日 - 飼
- 1998年7月31日 - 好き好き大好き!
- 1998年12月11日 - 入院 〜にゅうい～んっ!!〜
- 1999年2月26日 - 嬌烙の館
- 1999年7月23日 - フロレアール 〜すきすきだいすき〜
- 1999年10月29日 - DEVOTE 〜でぼーと〜
- 2000年4月14日 - 檸檬 〜影絵亭ノスタルジヤ〜
- 2000年9月22日 - 発情カルテ 〜緋色の凌辱肉玩具〜（諸般の事情により一般販売が取りやめになり通販限定商品になった。また、13cmのHPからも情報が抹消されている。）
- 2000年10月27日 - 姉妹妻
- 2002年3月29日 - 淫乱OL 〜悶え泣く〜
- 2002年8月30日 - DEVOTE2 〜いけない放課後〜
- 2003年1月31日 - 裏番組 〜新人女子アナ欲情生中継〜
- 2003年6月27日 - 檸檬・かなりあ
- 2003年12月26日 - ラストオーダー
- 2004年7月2日 - あなたと見た桜 〜姉妹妻〜
- 2005年7月15日 - 未来にキスを Standard Edition（otherwise作品だが廉価版である本作は13cmより発売された。）
- 2005年7月29日 - ワルイコトシタイ
- 2006年2月24日 - ネコっかわいがり! 〜クレインイヌネコ病院診療中〜
- 2007年9月7日 - 仕舞妻 〜姉妹妻3〜
- 2008年1月25日 - 仕舞妻マリッジディスク 仕舞妻ぶぶづけ
- 2009年4月17日 - キミベタ 〜キミをベタベタにさせてあげる〜
- 2012年6月8日 - 射精管理する姉

130cm
- 2003年9月26日 - Princess Bride
- 2004年9月24日 - Princess Brave 雀卓の騎士
- 2005年4月28日 - 僕は天使じゃないよ
- 2006年6月23日 - 彼女たちの流儀
- 2008年8月29日 - ふりフリ 〜ふつうのまいにちにわりこんできた、フシギなリンジンたちのおはなしおはなし〜
- 2009年6月26日 - 鬼うた。 〜鬼が来たりて、甘えさせろとのたもうた。〜
- 2010年1月29日 - 鬼まり。 〜鬼が夢見し常の世に、至る幼き恋のはじまり。〜
- 2011年6月24日 - 眠れる花は春をまつ。

13cc
- 2007年2月23日 - 少女連鎖2（ZEROブランドだが13ccのロゴも有る。）
- 2007年6月1日 - 姉は巨乳エロ漫編集者1 〜淫乱コスプレぶっかけ編〜
- 2007年6月30日 - 姉はエロコミ編集者 〜淫汁ぶっかけ生指導〜
- 2007年7月6日 - 姉は巨乳エロ漫編集者2 〜凌辱調教肉人形編〜
- 2010年8月27日 - ラブ・バインド
- 2011年12月16日 - 今日、僕の彼女が最低の下衆野郎に汚されます。

Aypio（アーヴォリオ）
- 1993年9月29日 - HALF PIPE
- 1994年5月20日 - コンサート
- 1994年9月2日 - SATYR（サティア）
- 1995年2月24日 - SEX
- 1995年10月27日 - ソーサルキングダム
- 1996年3月1日 - SEX2（開発はストーンヘッズ）
- 1996年7月26日 - 注射器
- 1997年3月14日 - STARS
- 1997年10月31日 - SATYR95（サティア95）
- 2001年5月25日 - 注射器2

## 主なスタッフ
原画
- 石原そうか

シナリオ
- 西空康誠
- うつろあくた